# Allobates wayuu
Allobates wayuu (Acosta-Galvis, Cuentas, & Coloma, 1999) è un anfibio anuro appartenente alla famiglia degli Aromobatidi.

## Etimologia
L'epiteto specifico si riferisce all'etnia Wayuu, una popolazione che abita l'estremo nord della Colombia.

## Distribuzione e habitat
È endemica della Serranía de Macuira, una catena montuosa nel dipartimento di La Guajira in Colombia. Si trova tra 210 e 780 metri di altitudine.